# Bruce Wilson
Bruce Alec Wilson (Vancouver, 1951. június 20. –) kanadai válogatott labdarúgó.

## Pályafutása

### Klubcsapatban
Victoriában, Brit Columbiában született. 1970-ben a Vancouver Spartansban kezdte a pályafutását. 1971 és 1972 között a Vancouver Columbus, 1973-ban a Vancouver Italia együttesét erősítette. 1974 és 1977 között a Vancouver Whitecaps játékosa volt. 1978 és 1979 között az amerikai Chicago Sting, 1980-ban a New York Cosmos csapatában játszott. 1981 és 1984 között a Toronto Blizzard, 1985 és 1986 között a Toronto Inex együttesében szerepelt. 

### A válogatottban
1974 és 1986 között 57 alkalommal szerepelt a kanadai válogatottban. Részt vett az 1984. évi nyári olimpiai játékokon és tagja volt az 1985-ös CONCACAF-bajnokságon aranyérmet szerző csapatnak. Részt vett az 1986-as világbajnokságon, ahol csapatkapitányként Kanada mindhárom csoportmérkőzésén kezdőként lépett pályára. Játszott az 1991-es CONCACAF-aranykupán is.

## Sikerei, díjai
Kanada
- CONCACAF-bajnokság győztes (1): 1985